# Baltimore Ravens 2009
La stagione 2009 dei Baltimore Ravens è stata la 14ª della franchigia nella National Football League.

## Scelte nel Draft 2009
| Giro | Scelta | Giocatore      | Ruolo  | College        |
| ---- | ------ | -------------- | ------ | -------------- |
| 1    | 23     | Michael Oher   | OT     | Ole Miss       |
| 2    | 57     | Paul Kruger    | DE/OLB | Utah           |
| 3    | 88     | Lardarius Webb | CB     | Nicholls State |
| 5    | 137    | Jason Phillips | ILB    | TCU            |
| 5    | 149    | Davon Drew     | TE     | East Carolina  |
| 6    | 185    | Cedric Peerman | RB     | Virginia       |

## Calendario

### Stagione regolare
| Turno | Data               | Ora (ET)           | Avversario              | Risultati          | Risultati          | Stadio                          | TV                 | NFL.com recap      |
| Turno | Data               | Ora (ET)           | Avversario              | Punteggio          | Record             | Stadio                          | TV                 | NFL.com recap      |
| ----- | ------------------ | ------------------ | ----------------------- | ------------------ | ------------------ | ------------------------------- | ------------------ | ------------------ |
| 1     | 13/9               | 1:00 PM            | Kansas City Chiefs      | V 38–24            | 1–0                | M&T Bank Stadium                | CBS                | Recap              |
| 2     | 20/9               | 4:15 PM            | at San Diego Chargers   | V 31–26            | 2–0                | Qualcomm Stadium                | CBS                | Recap              |
| 3     | 27//9              | 1:00 PM            | Cleveland Browns        | V 34–3             | 3–0                | M&T Bank Stadium                | CBS                | Recap              |
| 4     | 4/10               | 1:00 PM            | at New England Patriots | S 27–21            | 3–1                | Gillette Stadium                | CBS                | Recap              |
| 5     | 11/10              | 1:00 PM            | Cincinnati Bengals      | S 17–14            | 3–2                | M&T Bank Stadium                | CBS                | Recap              |
| 6     | 18/10              | 1:00 PM            | at Minnesota Vikings    | S 33–31            | 3–3                | Mall of America Field           | CBS                | Recap              |
| 7     | Settimana di pausa | Settimana di pausa | Settimana di pausa      | Settimana di pausa | Settimana di pausa | Settimana di pausa              | Settimana di pausa | Settimana di pausa |
| 8     | 1/11               | 1:00 PM            | Denver Broncos          | V 30–7             | 4–3                | M&T Bank Stadium                | CBS                | Recap              |
| 9     | 8/11               | 1:00 PM            | at Cincinnati Bengals   | S 17–7             | 4–4                | Paul Brown Stadium              | CBS                | Recap              |
| 10    | 16/11              | 8:30 PM            | at Cleveland Browns     | V 16–0             | 5–4                | Cleveland Browns Stadium        | ESPN               | Recap              |
| 11    | 22/11              | 1:00 PM            | Indianapolis Colts      | S 17–15            | 5–5                | M&T Bank Stadium                | CBS                | Recap              |
| 12    | 29/11              | 8:20 PM            | Pittsburgh Steelers     | V 20–17 (OT)       | 6–5                | M&T Bank Stadium                | NBC                | Recap              |
| 13    | 7/12               | 8:30 PM            | at Green Bay Packers    | S 27–14            | 6–6                | Lambeau Field                   | ESPN               | Recap              |
| 14    | 13/12              | 1:00 PM            | Detroit Lions           | V 48–3             | 7–6                | M&T Bank Stadium                | Fox                | Recap              |
| 15    | 20/12              | 4:15 PM            | Chicago Bears           | V 31–7             | 8–6                | M&T Bank Stadium                | Fox                | Recap              |
| 16    | 27/12              | 1:00 PM            | at Pittsburgh Steelers  | S 23–20            | 8–7                | Heinz Field                     | CBS                | Recap              |
| 17    | 3/1                | 4:15 PM            | at Oakland Raiders      | V 21–13            | 9–7                | Oakland-Alameda County Coliseum | CBS                | Recap              |

### Playoff
| Turno      | Data | Ora (ET)  | Avversario (seed)           | Risultato | Risultato | Stadio            | TV  | NFL.com recap |
| Turno      | Data | Ora (ET)  | Avversario (seed)           | Punteggio | Record    | Stadio            | TV  | NFL.com recap |
| ---------- | ---- | --------- | --------------------------- | --------- | --------- | ----------------- | --- | ------------- |
| Wild card  | 10/1 | 1:00 p.m. | at New England Patriots (3) | V 33-14   | 10-7      | Gillette Stadium  | CBS | Recap         |
| Divisional | 16/1 | 8:15 p.m. | at Indianapolis Colts (1)   | S 3-20    | 10-8      | Lucas Oil Stadium | CBS | Recap         |